# اچ‌ام‌اس ویکتور امانوئل (۱۸۵۵)
اچ‌ام‌اس ویکتور امانوئل (۱۸۵۵) (به انگلیسی: HMS Victor Emmanuel (1855)) یک کشتی بود که طول آن ۲۳۰ فوت (۷۰ متر) بود. این کشتی  در سال ۱۸۵۵ ساخته شد.